# Fake Empire (société de production)
Cet article concerne la société de production. Pour le groupe de musique belge, voir Fake Empire.
Fake Empire, anciennement College Hill Pictures, Inc., est une entreprise de production télévisuelle et cinématographique créée par Josh Schwartz et Stephanie Savage.
Elle est principalement connue pour ses productions à destination des adolescents et jeunes adultes, notamment les séries télévisées Newport Beach et Gossip Girl.

## Filmographie

### Films
- 2012 : Fun Size de Josh Schwartz
- 2014 : Un amour sans fin (Endless Love) de Shana Feste

### Téléfilms
- 2014 : No Cameras Allowed (documentaire) de James Marcus Haney

### Séries télévisées
- 2003-2007 : Newport Beach (The O.C.)
- 2007-2012 : Gossip Girl
- 2007-2012 : Chuck
- 2011-2015 : Hart of Dixie
- 2013-2014 : The Carrie Diaries
- 2013 : Cult
- 2015 : The Astronaut Wives Club
- 2017-2022 : Dynastie (Dynasty)
- 2017-2019 : Runaways (Marvel's Runaways)
- 2019-2023 : Nancy Drew
- 2019 : Looking for Alaska
- 2021-2023 : Gossip Girl
- 2022 : Tom Swift
- 2023 : City on Fire
- dès 2026 : Elle

### Web-séries
- 2009 : Rockville, CA
- 2009 : Gossip Girl : Tout sur Dorota (Gossip Girl: Chasing Dorota)